# Склад канала Огайо — Эри (Чилликоте)
Склад канала Огайо — Эри (англ. Canal Warehouse) — это историческое здание на пересечении улиц Мэйн и Мёлберри в центре города Чилликоти, штат Огайо, США.

## История
Здание было построено в 1830 году у канала Огайо — Эри. Канал был построен в период с 1825 по 1831 годы, и часть проходящая через город Чилликоти была завершающая.
Это трёхэтажное кирпичное строение представляет собой богато украшенное остроконечное сооружение с большими слуховыми окнами, установленными по обеим сторонам крыши. Эти слуховые окна служили не для декоративной цели — они соединяются с дверями первого этажа, что позволяет грузчикам легко перемещать товары на третий этаж или с него. На уровне земли люди могут войти в склад через любой из двух утопленных дверных проёмов, три каменные ступеньки поднимаются от тротуара к каждому дверному проёму.
После того, как здание перестало функционировать как склад канала, оно было перепрофилировано в здание клуба для местного общества ветеранов иностранных войн. На сегодняшний день здание склада признано уникальным примером архитектуры каналов Северо-Запада США. Только несколько складов, построенных для канала Огайо — Эри, сохранились в сопоставимом состоянии. В знак признания исторического значения канала и его сооружений, склад канала был включён в Национальный реестр исторических мест в 1974 году. Кроме того, он находится в пределах делового района города Чилликоти, исторического района, который был включен в Национальный реестр в 1979 году.